# Le Duel de Max

Le Duel de Max est un moyen métrage muet réalisé par Max Linder en 1913.

## Synopsis
Après une journée de chasse harassante, Max décide de couper par les terres du baron Fitz. Un garde le surprend, qui le prend pour un maraudeur. Max s'enfuit et trouve refuge chez la propre fille du baron. Voyant qu'il s'agit d'un pauvre bougre elle le cache et n'accepte de partir qu'en échange de son portrait. Le lendemain on annonce le vol d'une miniature chez le baron. Max lui écrit comme quoi il est détective et qu'il possède un chien au flair infaillible. De son côté la bonne de Max ne lui déniche qu'un clébard sale et maigrichon. Pourtant il ne se décourage pas. Mais le neveu qui a des vues sur la belle, propose à Max un duel. Mais c'est le père qui impose les règles. Il faudra chevaucher un âne et celui qui retirera la perruque de l'autre aura gagné.

## Fiche technique
- Autre titre : Max a un duel[1]
- Réalisation : Max Linder
- Scénario : Max Linder et Armand Massard
- Production : Pathé Frères
- Format : Noir et blanc — 35 mm — 1,33:1 film muet
- Genre : Comédie
- Durée : 46 minutes
- Première présentation :
  -  France -  10 octobre 1913

## Distribution
- Max Linder : Max
- Pierre Palau
- Louis Baron fils
- Charles de Rochefort
- Léonie Yahne